# Coupe d'Europe des vainqueurs de coupe de football 1997-1998
Navigation
C2 1996-1997 C2 1998-1999
La Coupe d'Europe des vainqueurs de coupe 1997-1998 voit le sacre de Chelsea qui bat le VfB Stuttgart lors de la finale disputée au Råsunda stadion de Stockholm.
Le tenant du titre, le FC Barcelone ne défend pas son titre cette saison car il est engagé en Ligue des champions après avoir remporté la Liga. Autre absent, le représentant de l'Albanie, qui n'aligne pas d'équipe lors de cette édition.
C'est le deuxième succès de Chelsea en Coupe des Coupes après son succès en 1971. Il s'agit du 25e titre européen pour les formations anglaises et le huitième succès pour la seule C2 qui fait de l'Angleterre le pays le plus titré de la compétition. Quant au VfB Stuttgart, c'est sa deuxième défaite en finale de Coupe d'Europe après celle survenue lors de la Coupe UEFA 1988-1989.
C'est l'attaquant italien du Vicence Calcio, Pasquale Luiso, qui obtient le titre de meilleur buteur de l'épreuve avec sept réalisations.

## Tour préliminaire
Le tour préliminaire se déroule les 14 et 28 août 1997.
| Équipe 1            | Résultat | Équipe 2                 | Aller | Retour    |
| ------------------- | -------- | ------------------------ | ----- | --------- |
| HB Tórshavn         | 1 - 7    | APOEL Nicosie            | 1 - 1 | 0 - 6     |
| Paola Hibernians FC | 0 - 4    | ÍB Vestmannaeyja         | 0 - 1 | 0 - 3     |
| Glenavon FC         | 1 - 5    | Legia Varsovie           | 1 - 1 | 0 - 4     |
| Cwmbran Town AFC    | 2 - 12   | Progresul Bucarest       | 2 - 5 | 0 - 7     |
| Žalgiris Vilnius    | 1 - 2    | Hapoël Beer-Sheva        | 0 - 0 | 1 - 2 a.p |
| FC Zimbru Chișinău  | 1 - 4    | Chakhtar Donetsk         | 1 - 1 | 0 - 3     |
| Dinaburg Daugavpils | 2 - 0    | FK Gandja                | 1 - 0 | 1 - 0     |
| Kilmarnock          | 3 - 2    | Shelbourne FC            | 2 - 1 | 1 - 1     |
| HJK Helsinki        | 1 - 3    | Étoile rouge de Belgrade | 1 - 0 | 0 - 3     |
| Sloga Skopje        | 1 - 4    | NK Zagreb                | 1 - 2 | 0 - 2     |
| FC Balzers          | 1 - 5    | Budapest VSC             | 1 - 3 | 0 - 2     |
| JK Tallinna Sadam   | 2 - 5    | FK Belshina Babrouïsk    | 1 - 1 | 1 - 4     |
| NK Primorje         | 3 - 0    | Union Luxembourg         | 2 - 0 | 1 - 0     |
| PFK Levski Sofia    | 2 - 3    | ŠK Slovan Bratislava     | 1 - 1 | 1 - 2     |
| Dinamo Batoum       | 2 - 3    | Ararat Erevan            | 0 - 3 | 2 - 0     |

## Seizièmes de finale
Les seizièmes de finale se déroulent les 18 septembre et 2 octobre 1997.
| Équipe 1              | Résultat | Équipe 2                 | Aller | Retour |
| --------------------- | -------- | ------------------------ | ----- | ------ |
| Kocaelispor           | 3 - 0    | FC Progresul Bucarest    | 2 - 0 | 1 - 0  |
| APOEL Nicosie         | 0 - 4    | SK Sturm Graz            | 0 - 1 | 0 - 3  |
| ÍB Vestmannaeyja      | 2 - 5    | VfB Stuttgart            | 1 - 3 | 1 - 2  |
| Boavista              | 3 - 4    | Chakhtar Donetsk         | 2 - 3 | 1 - 1  |
| Germinal Ekeren       | 4 - 3    | Étoile rouge de Belgrade | 3 - 2 | 1 - 1  |
| AIK Fotboll           | 1 - 2    | NK Primorje              | 0 - 1 | 1 - 1  |
| AEK Athènes           | 9 - 2    | Dinaburg Daugavpils      | 5 - 0 | 4 - 2  |
| SK Slavia Prague      | 6 - 2    | FC Lucerne               | 4 - 2 | 2 - 0  |
| Hapoël Beer-Sheva     | 1 - 14   | Roda JC                  | 1 - 4 | 0 - 10 |
| NK Zagreb             | 5 - 6    | Tromsø IL                | 3 - 2 | 2 - 4  |
| FC Copenhague         | 5 - 0    | Ararat Erevan            | 3 - 0 | 2 - 0  |
| FK Belshina Babrouïsk | 1 - 5    | Lokomotiv Moscou         | 1 - 2 | 0 - 3  |
| Chelsea FC            | 4 - 0    | ŠK Slovan Bratislava     | 2 - 0 | 2 - 0  |
| OGC Nice              | 4 - 2    | Kilmarnock FC            | 3 - 1 | 1 - 1  |
| Real Betis Balompié   | 4 - 0    | Budapest VSC             | 2 - 0 | 2 - 0  |
| Vicence Calcio        | 3 - 1    | Legia Varsovie           | 2 - 0 | 1 - 1  |

## Huitièmes de finale
Les huitièmes de finale se déroulent les 23 octobre et 6 novembre 1997.
| Équipe 1            | Résultat | Équipe 2         | Aller | Retour |
| ------------------- | -------- | ---------------- | ----- | ------ |
| Tromsø IL           | 4 - 9    | Chelsea          | 3 - 2 | 1 - 7  |
| Germinal Ekeren     | 4 - 6    | VfB Stuttgart    | 0 - 4 | 4 - 2  |
| Lokomotiv Moscou    | 2 - 1    | Kocaelispor      | 2 - 1 | 0 - 0  |
| Chakhtar Donetsk    | 2 - 5    | Vicence Calcio   | 1 - 3 | 1 - 2  |
| Real Betis Balompié | 3 - 1    | FC Copenhague    | 2 - 0 | 1 - 1  |
| AEK Athènes         | 2 - 1    | SK Sturm Graz    | 2 - 0 | 0 - 1  |
| OGC Nice            | 3 - 3e   | SK Slavia Prague | 2 - 2 | 1 - 1  |
| NK Primorje         | 0 - 6    | Roda JC          | 0 - 2 | 0 - 4  |

## Quarts de finale
Les quarts de finale se sont joués les 5 et 19 mars 1998.
| Équipe 1         | Résultat | Équipe 2         | Aller | Retour |
| ---------------- | -------- | ---------------- | ----- | ------ |
| Roda JC          | 1 - 9    | Vicence Calcio   | 1 - 4 | 0 - 5  |
| SK Slavia Prague | 1 - 3    | VfB Stuttgart    | 1 - 1 | 0 - 2  |
| AEK Athènes      | 1 - 2    | Lokomotiv Moscou | 0 - 0 | 1 - 2  |
| Betis Séville    | 2 - 5    | Chelsea          | 1 - 2 | 1 - 3  |

## Demi-finales
Les demi-finales ont lieu les 2 et 16 avril 1998.
| Équipe 1       | Résultat | Équipe 2         | Aller | Retour |
| -------------- | -------- | ---------------- | ----- | ------ |
| Vicence Calcio | 2 - 3    | Chelsea FC       | 1 - 0 | 1 - 3  |
| VfB Stuttgart  | 3 - 1    | Lokomotiv Moscou | 2 - 1 | 1 - 0  |

## Finale
| 13 mai 1998 | Chelsea FC | 1 - 0 | VfB Stuttgart | Råsunda stadion, Stockholm                       |                                                  |
|             | Zola 71e   |       |               | Spectateurs : 30 216 Arbitrage : Stefano Braschi | Spectateurs : 30 216 Arbitrage : Stefano Braschi |